# Минампаті Бхаскар
Минампаті Бхаскар (англ. Mynampati Bhaskar, 27 жовтня 1945, Онголе, Індія — 4 червня 2013, Хайдарабад, Індія) — індійський письменник та журналіст. Писав короткі історії, дитячі оповідання, романи, новини, рецензії на фільми. Також був карикатуристом. Його основні жанри: пригоди, наукова фантастика, соціальні проблеми, історія та гумор. Написав 30 романів та понад 100 коротких оповідань. Деякі з його романів зберігаються Бібліотеці Вашингтону.

## Життєпис
Минампаті Бхаскар народився 27 жовтня 1945 року в місті Онголе, Андхра-Прадеш. Навчався в муніципальній школі Карнулу, а згодом у вищій школі Колс Меморіал. Ступінь бакалавра отримав в Османському університеті, Хайдарабад. Працював у страховій компанії протягом 20 років. Потім вийшов на пенсію та зайнявся письменництвом.

Помер 4 червня 2013 року в лікарні Хайдарабаду.

## Цікаві факти
- «Buddhi Jeevi» (Інтелігент) є одним з найвідоміших романів Минампаті Бхаскара.
- За мотивами роману «Vennela Metlu» (Кроки місячного світла) була знята стрічка «Aruna Kiranam» режисера Матуала Сабайя.